# Siebel
Siebel Flugzeugwerke era una empresa alemanya constructora d'avions fundada el 1937 a Halle an der Saale.

## Història
La companyia d'avions lleugers Leichtflugzeugbau Klemm de Böblingen va fundar una sucursal a Halle el 1934, la Flugzeugwerk Halle. El 1937 va ser adquirida per Friedrich Siebelt anomenant-la Siebel Flugzeugwerke.

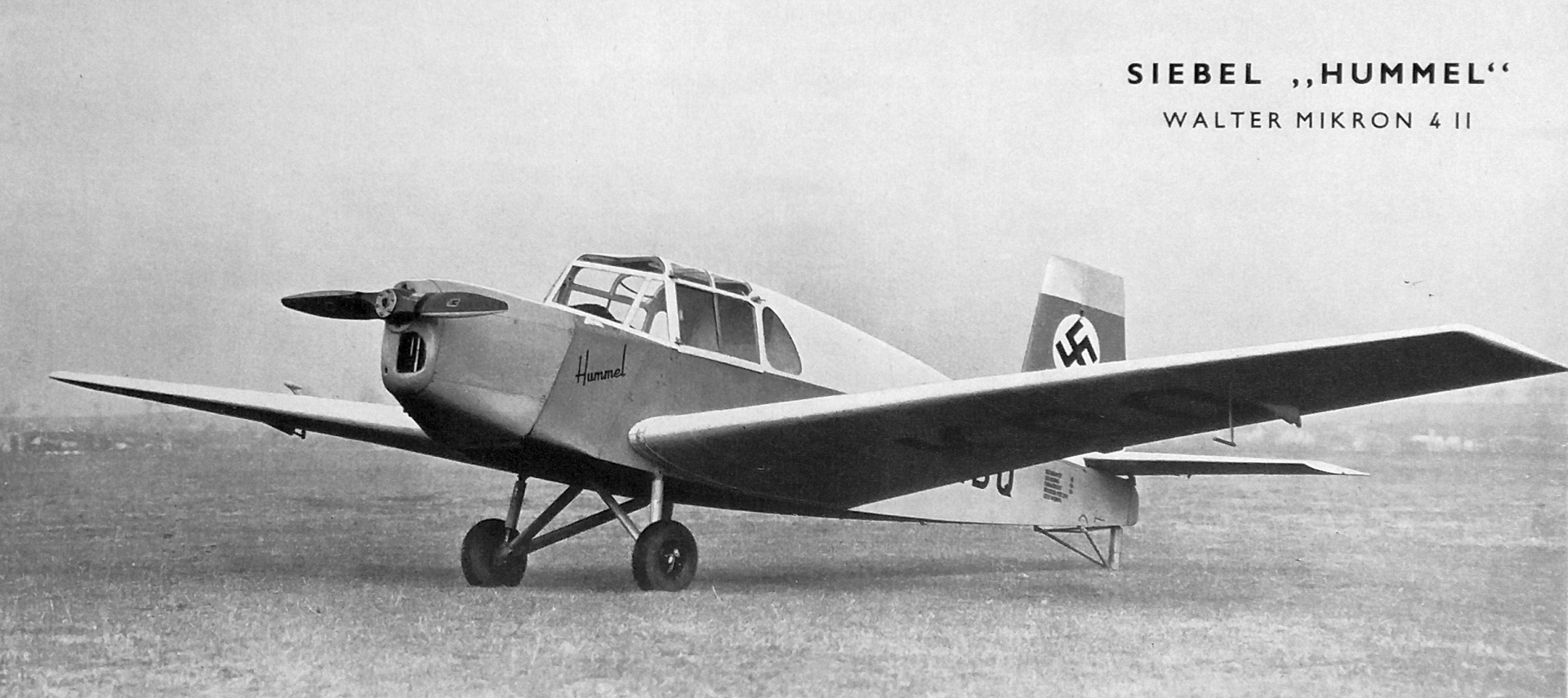
Siebel Si 202 Hummel D-EKDQ (1938)

Durant la Segona Guerra Mundial a més de la producció dels seus propis models feia de subcontractista de Junkers, Donier i Focke-Wulf.
La planta de Halle entre 1944 i 1945 va quedar totalment destruïda per la campanya de bombardeig estratègic aliada. La fàbrica va caure sota el control de l'Exèrcit Roig cessant l'activitat.
La companyia va ser refundada el 1948 per Friederich Siebelt a la zona occidental anomenant-se Siebel Flugzeugwerke ATG (SIAT) amb seu a Múnic. Al 1956 es va traslladar a Donauwörth i es va reanomenar com a WMD-Siebelwerke ATG (WMD/SIAT). El 1968, la companyia la va absorbir Messerschmitt-Bölkow-Blohm al passar a ser l'accionista principal.